# Драгомир Димитров
Драгомир Здравков Димитров е български офицер, генерал-майор, началник на Националната разузнавателна служба (НРС).

## Биография
Драгомир Димитров е роден на 29 май 1959 г. във великотърновското село Недан. През 1978 г. завършва смесената политехническа гимназия в Ловеч. Бил е секретар на Общинския комитет на ДКМС във Велико Търново. Завършва немска филология във Великотърновския университет. От 1986 г. е член на БКП. От 20 август 1989 г. е щатен сътрудник на Държавна сигурност. Между 1989 и 1990 г. учи в школата на МВР в Симеоново. През 1990 г. е разузнавач в отделение „Контраразузнаване“ към службата за „Защита на конституцията“. Между 2002 и 2004 г. е началник на РДВР-Велико Търново. Работи в НРС като началник на различни отдели. От 2007 до 2011 г. е офицер за връзка на НРС с Берлин. Между 2011 и 2012 е началник на отдел „Асиметрични заплахи“. На 25 януари 2012 г. е назначен на длъжността заместник-директор на Националната разузнавателна служба, като му е възложено цялостното ръководство на службата до назначаване на директор на Националната разузнавателна служба и е удостоен с висше офицерско звание бригаден генерал. На 3 април 2012 г. е освободен от длъжността заместник-директор на Националната разузнавателна служба и назначен на длъжността директор на Националната разузнавателна служба.
С решение № 2 – 150 от 13.03.2013 г. комисията по досиетата обявява принадлежността на Драгомир Драганов към структурите на Държавна сигурност като щатен служител. На 28 април 2014 г. е удостоен с висше офицерско звание генерал-майор. На 24 юли 2018 г. е освободен от поста.

## Военни звания
- Бригаден генерал (25 януари 2012)
- Генерал-майор (28 април 2014)